# Nord-est (Vietnam)
Pour les articles homonymes, voir Nord-Est.

Localisation de la région du Đông Bắc.

Le Nord-est (Đông Bắc en vietnamien) est une région comprenant onze provinces situées au nord-est du Vietnam, entre Hanoi et la frontière chinoise.

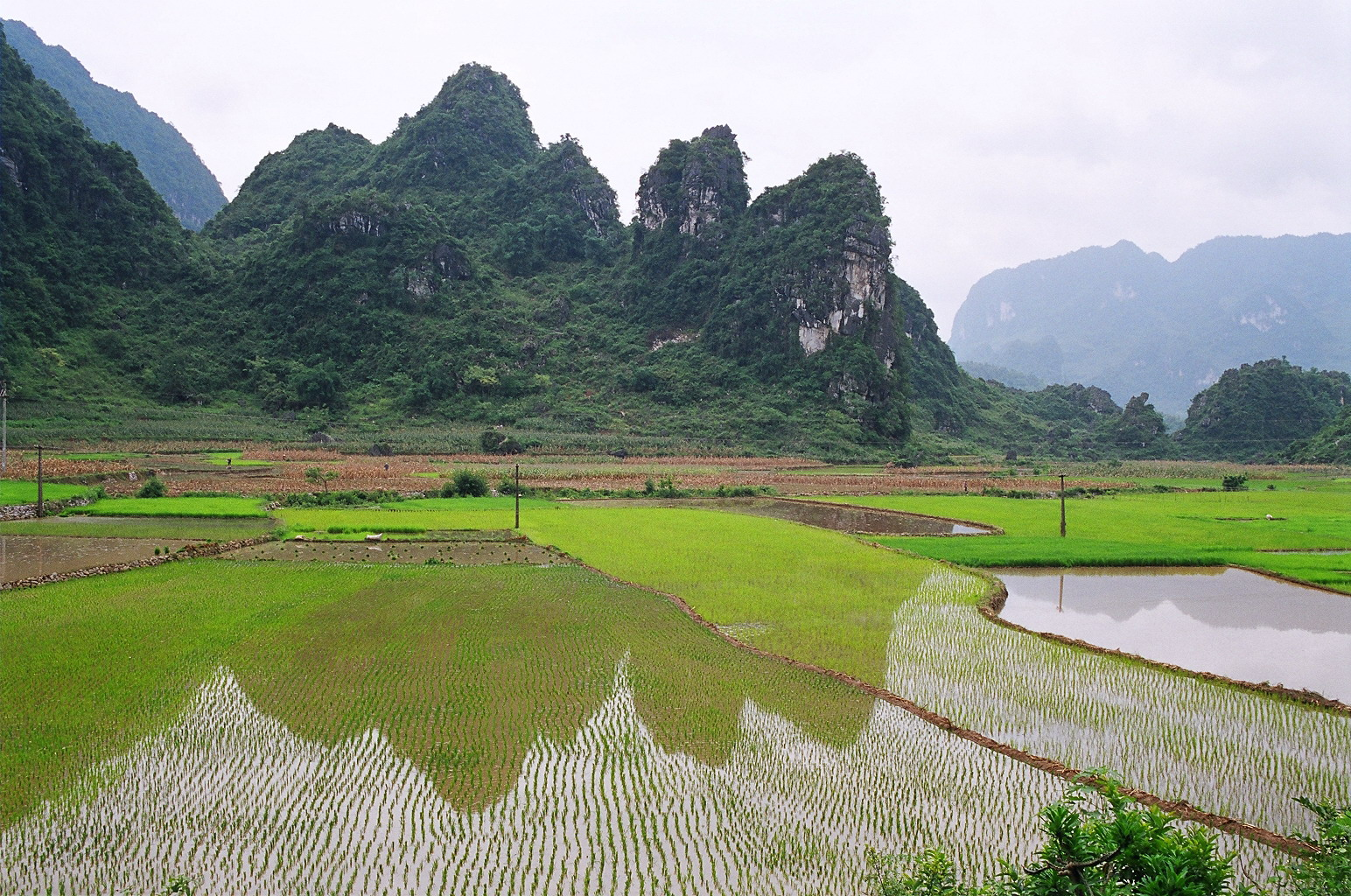
Province de Cao Bằng à Đông Bắc

## Provinces de la région de Đông Bắc
| Provinces   | Capitale     | Population (2009) | Population (2012) | Superficie (km²) |
| ----------- | ------------ | ----------------- | ----------------- | ---------------- |
| Bắc Giang   | Bắc Giang    | 1 594 300         | 1 588 500         | 3 827,4 km2      |
| Bắc Kạn     | Bắc Kạn (en) | 301 500           | 301 000           | 4 868,4 km2      |
| Cao Bằng    | Cao Bằng     | 518 900           | 515 200           | 6 724,6 km2      |
| Hà Giang    | Hà Giang     | 683 500           | 758 000           | 7 945,8 km2      |
| Lạng Sơn    | Lạng Sơn     | 746 400           | 744 100           | 8 331,2 km2      |
| Phú Thọ     | Việt Trì     | 1 336 600         | 1 335 900         | 3 528,4 km2      |
| Quảng Ninh  | Hạ Long      | 1 091 300         | 1 177 200         | 6 099,0 km2      |
| Thái Nguyên | Thái Nguyên  | 1 127 200         | 1 150 200         | 35 466 km2       |
| Tuyên Quang | Tuyên Quang  | 723 300           | 738 900           | 5 870,4 km2      |

On considère souvent que les provinces de Lào Cai et de Yên Bái font partie de la région du Nord-ouest.